# گلاوکو توماسین
گلاوکو توماسین (انگلیسی: Glauco Tomasin؛ زادهٔ ۱۴ اکتبر ۱۹۳۹) بازیکن فوتبال اهل ایتالیا است.
از باشگاه‌هایی که در آن بازی کرده‌است می‌توان به باشگاه فوتبال سمپدوریا، باشگاه فوتبال آ.اس. رم، و باشگاه فوتبال اسپال اشاره کرد.